# Tekla Bądarzewska-Baranowska
Tekla Bądarzewska-Baranowska, ou somente Tekla Bądarzewska (1829/1834 - 29 de setembro de 1861), foi uma compositora polonesa do século XIX. Não se sabe se Bądarzewska nasceu em 1829, em Mława, ou em 1834, em Varsóvia, na Polônia. Casou-se com Jan Baranowski em 1852 e, ao longo de nove anos de casamento, tiveram cinco filhos.
Bądarzewska ficou mundialmente conhecida por apenas uma peça, intitulada La prière d'une vierge (em português, A oração de uma virgem). Por vezes, a artista foi considerada uma "maravilha de um sucesso só" na música erudita. Uma de suas filhas, Bronisława, foi matriculada no Instituto de Música de Varsóvia em 1875. 
Tekla Bądarzewska faleceu em 29 de setembro de 1861, em Varsóvia, onde também foi enterrada. Em seu túmulo, na Tumba da família Baranowski, no Cemitério Powązki, há uma estátua de uma jovem mulher segurando um rolo de partituras com o nome de sua composição, La prière d'une vierge.
Em 1991, uma cratera em Vênus foi batizada em sua homenagem.

## La prière d'une vierge
Bądarzewska, ao longo de sua curta vida, escreveu cerca de trinta e cinco pequenas peças para o piano. No entanto, de longe a mais famosa e, durante muito tempo, a única de reconhecimento internacional é a peça Modlitwa dziewicy , Op. 4 (em inglês: A Maiden's Prayer; em francês: La prière d'une vierge), ou "Oração de uma virgem" ou, ainda, "Prece da virgem", publicada em 1856, em Varsóvia, e, em seguida, como um complemento ao Revue et gazette musicale de Paris, em 1859.
Ao longo dos anos, vários estudiosos da música falaram um pouco sobre sua carreira como compositora. Percy Scholes escreve sobre Bądarzewska em The Oxford Companion to Music (9.ª edição, reimpresso 1967): "Nascida em Varsóvia, em 1838, e ali falecida em 1861, aos 23 anos. Nesta breve vida, ela realizou talvez mais do que qualquer compositor que já viveu, pois forneceu ao piano peças que qualquer pessoa, por mais limitada que seja, pode executar. É provável que, se os mercados e lojas de música da Grã-Bretanha fossem revistados, A Maiden's Prayer ainda estivesse à venda e, considerando o Império em geral, os Srs. Allen de Melbourne relatam em 1924, sessenta anos após a morte da compositora, que a casa deles ainda comercializava cerca de 10.000 cópias por ano".
A composição é uma pequena peça de piano, perfeita para pianistas intermediários. Alguns apreciam a melodia encantadora e romântica, enquanto outros a descreveram como "sentimental música de baile". O pianista e acadêmico Arthur Loesser descreveu-a como um "produto desagradável da inaptidão".
O músico americano Bob Wills organizou a peça no estilo Western swing e escreveu uma letra para ela. Ele a gravou pela primeira vez em 1935 como "Maiden's Prayer." Mais tarde, tornou-se um clássico gravado por muitos artistas country.
Na ópera Rise and Fall of the City of Mahagonny, de 1930, de Kurt Weill e Bertolt Brecht, a cena 9 do ato 1 é satiricamente baseada em uma paráfrase pianística da peça, cujo tema é cantado pelo coro masculino no ato seguinte.

## Na cultura popular
Em 2016, Tekla Bądarzewska apareceu como membro de uma dupla de ídolos-pop com Pyotr Ilyich Tchaikovsky, em uma série de anime, Classicaloid, sendo interpretada por Mao Ichimichi. 